# Ковергар

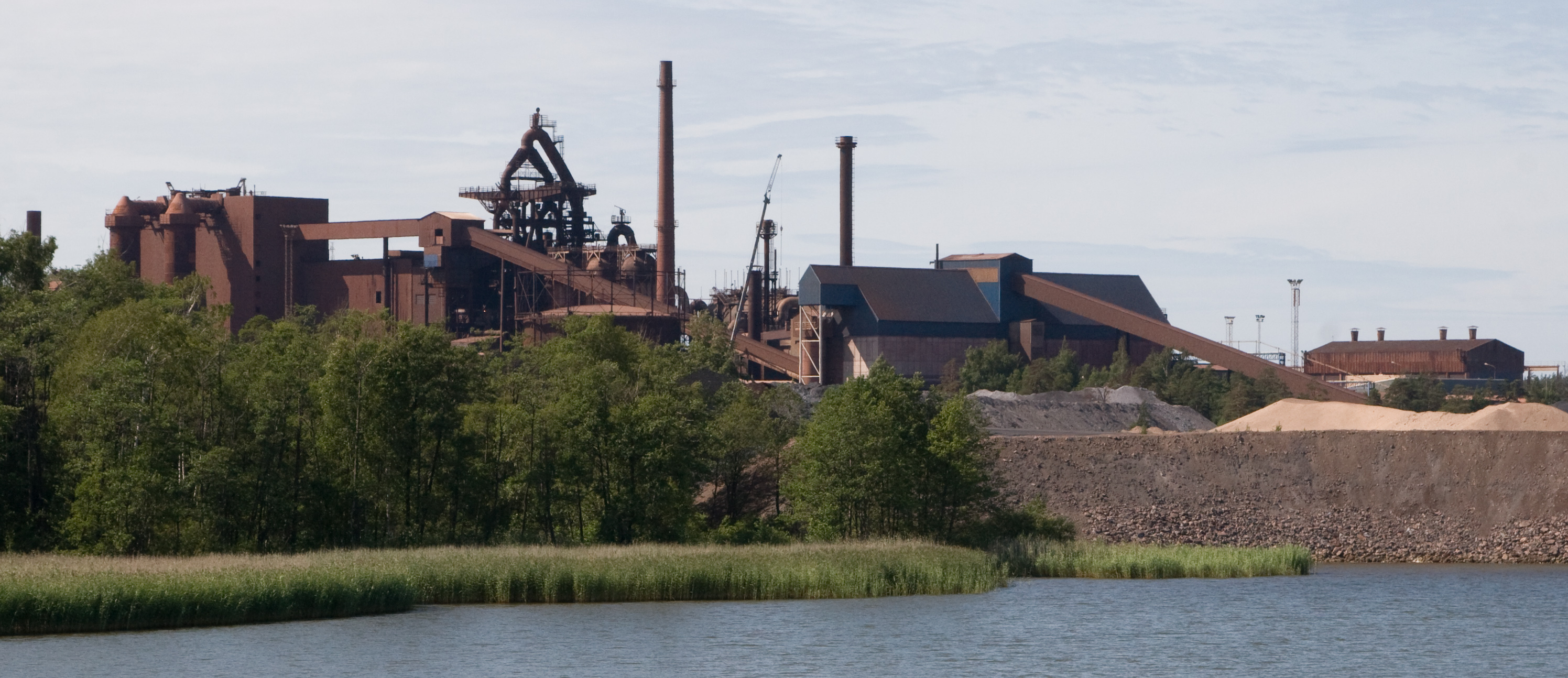
Завод «Ковергар».

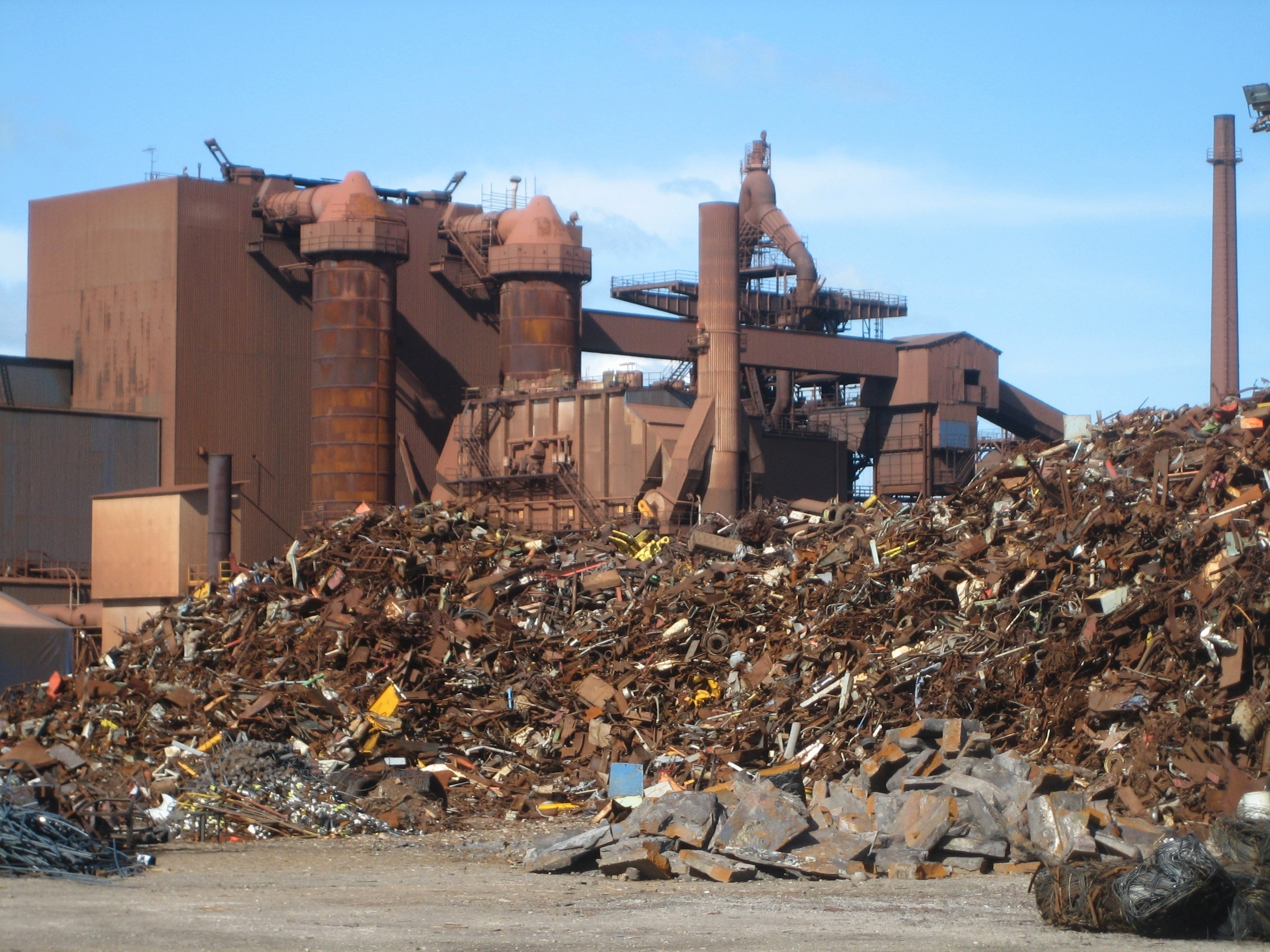
Купа металобрухту на території заводу. На задньому плані — доменна піч.

59°52′57.9″ пн. ш. 23°12′17.3″ сх. д. / 59.882750° пн. ш. 23.204806° сх. д.
«Ковергар» (фін. Koverhar) — колишній металургійний завод з повним циклом виробництва, розташований на півдні Фінляндії, на півострові Ганко неподалік від міста Ганко. Один з двох металургійних заводів Фінляндії початку 21 століття з доменним виробництвом. Заснований на початку 1960-х років, припинив роботу 2012 року. Належить компанії FNsteel.

## Історія
Побудований у 1960-х роках акціонерним товариством «Ковергар», створеним на основі фінського і шведського капіталів, для роботи на базі руд з Нюхамн і Юссарі. Перша черга будівництва включала доменну піч продуктивністтю 150–160 тис. т чавуну і сталеплавильний цех продуктивністтю 250 тис. т. на рік. Завод мав задовольнити тодішні потреби країни у сталевому прокаті, зокрема у листовому прокаті для суднобудування. Завод став другим металургійним заводом країни. Введення його в експлуатацію призвело до збільшення виплавки чавуну у 2,3 раза. До того в країні працювала лише одна доменна піч потужністю 80 тис. т чавуну на рік на заводі у місті Турку.
2012 року завод припинив роботу у зв'язку з фінансовими проблемами компанії «FNsteel», було прийнято програму з демонтажу заводу.